# Перевальское
Перевальское (укр. Перевальське) — село,
Дебальцевский сельский совет,
Васильковский район,
Днепропетровская область,
Украина.
Код КОАТУУ — 1220784111. Население по переписи 2001 года составляло 49 человек.

## Географическое положение
Село Перевальское находится на правом берегу реки Верхняя Терса, которая через 6 км впадает в реку Волчья.
Рядом проходит автомобильная дорога Т-0408.